# Erich von Tschermak

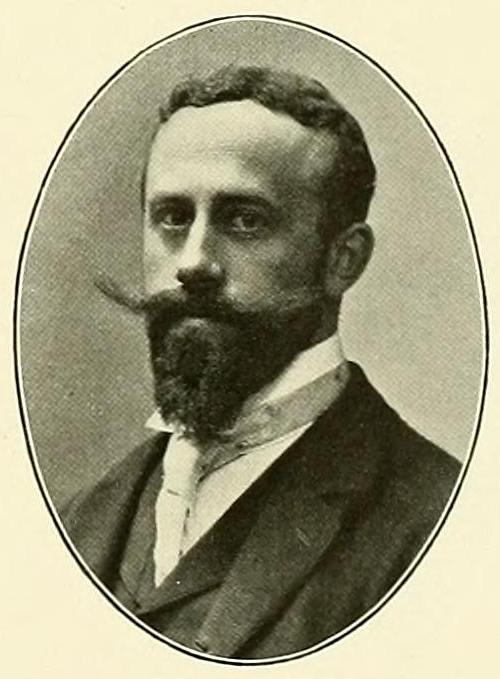
Erich von Tschermak

Erich von Tschermak-Seysenegg ([ˈeːɐ̯ʀɪç fɔn ˈʧɛʁmak ˈzaɪ̯zəˌnɛk]ⓘ; Wenen, 15 november 1871 – aldaar, 11 oktober 1962) was een Oostenrijks geneticus en landbouwkundige.
Hij was een van de drie mannen die onafhankelijk van elkaar de Wetten van Mendel herontdekten (de andere twee waren Hugo de Vries en Carl Correns). Tschermak gebruikte deze bevindingen voor plantenveredeling. Hij publiceerde zijn bevindingen in juni 1900.
Tschermak was kleinzoon van een man die Mendel botanie had geleerd tijdens diens studie in Wenen.